# Nils Sture (1426–1494)

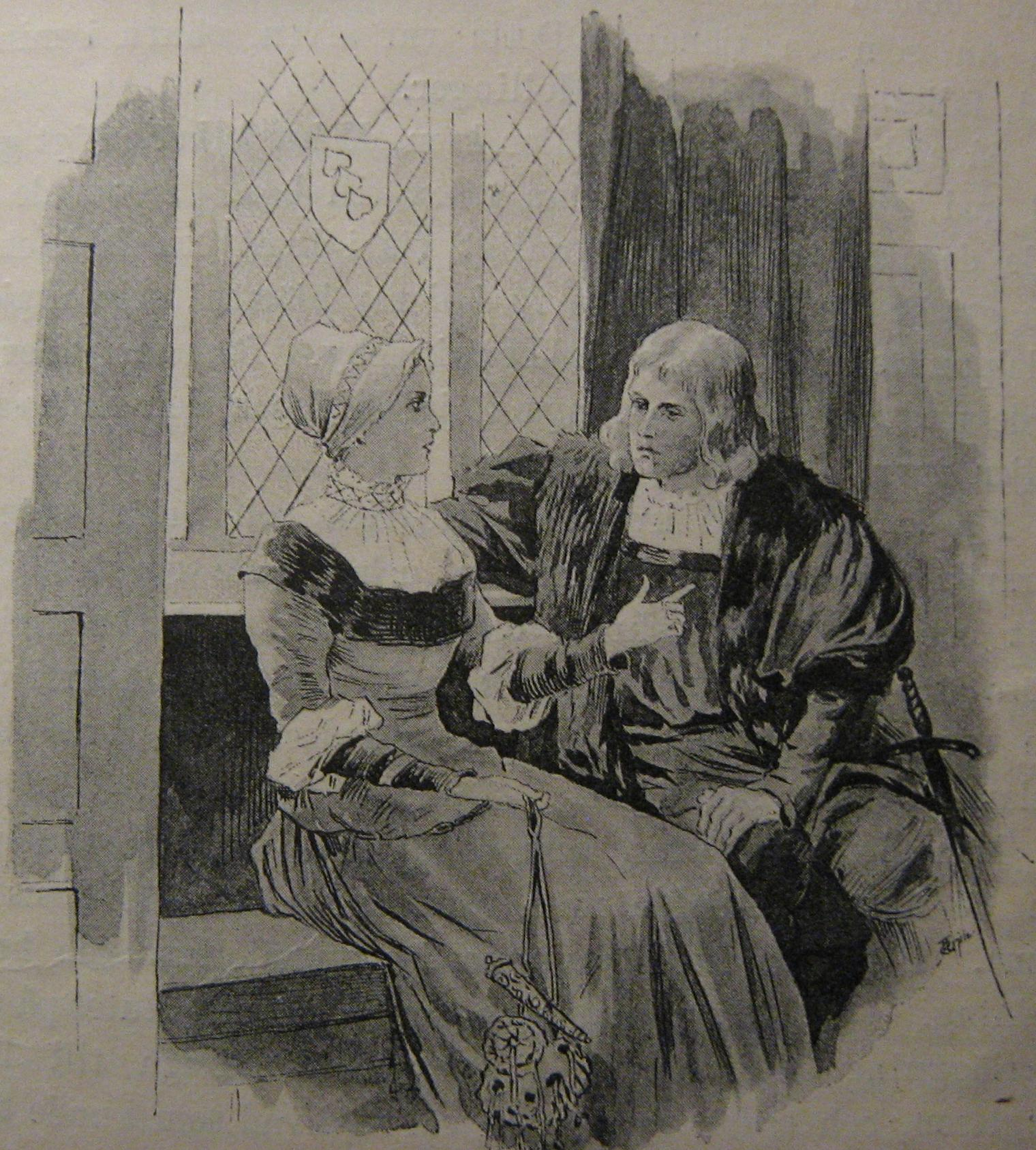
Nils Sture och hans hustru Birgitta Karlsdotter på Penningby, illustration av Jenny Nyström.

Nils Sture, född omkring 1426, död 25 augusti 1494, egentligen av ätten Natt och Dag, var ett svenskt riksråd, riddare Sture till Penningby, Ekesjö, Ekenäs och Hörningsholm och Västerås län.

## Biografi
Han var son till riddaren och riksrådet Bo Stensson (Natt och Dag) och Katarina Svensdotter Sture, Han uppfostrades vid kung Kristoffers hov i Danmark och upptog då han återvände till Sverige före 1452 moderns namn Sture men behöll sitt fädernevapen Natt och Dag. Han var riddare 24 juni 1451 och blev riksråd 1465.
Efter sin återkomst till Sverige tillhörde Nils Stures Karl Knutssons anhängare och gifte sig 1457 med dennes systerdotter. Då Karl Knutsson samma år drevs i landsflykt, hoppades han på Nils Stures stöd, men valde som de flesta av de övriga anhängarna till Karl Knutsson att svära trohet till Kristian I. I samband med upproret som förde Karl Knutsson tillbaka till makten 1464 skymtar Nils Bosson bara förbi, men han torde ha stött honom, då han utsågs till hövitsman över Småland. Hans verkliga insats skedde sedan Karl Knutsson på nytt fördrivits. I samband med att Sverige splittrades av en rad olika fraktioner, blev Nils Bosson ledare för en fraktion som arbetade för att återinsätta Karl Knutsson som kung. Hösten 1466 erövrade han Västerås slott, som han behöll som förläning med dess tillhörande slottslän omfattande Dalarna och Bergslagen, och blev därmed en maktfaktor i spelet om makten. Genom kompromisser med Axelsönernas parti blev han dock utmanövrerad från maktkampen. Efter Karl Knutssons död kom den yngre släktingen Sten Sture den äldre att ta över rollen som ledare över deras fraktion. Under den närmaste tiden samarbetade dock de båda Sturarna väl. I slaget vid Brunkeberg 1471 förde Nils Sture befälet över bergsmännen och genomförde en kringgående rörelse och föll danskarna i ryggen, och bidrog därmed avgörande till segern. Under den närmaste tiden fungerade Nils Sture som en slags ställföreträdande riksföreståndare, företrädde denne i styret då han var upptagen på resor i Finland eller andra avlägsna delar av landet. Från 1480-talet försämrades dock relationen i samband med att Sten Sture den äldre började vända sig mot den svenska adeln i syfte att beröva dem deras självständighet. Riksföreståndaren kom att vända sig mot Nils Stures slösaktighet och hans oförmåga att administrera det stora godsinnehavet. Nils Sture sökte stöd hos riksråden, men fick inget. Kort före sin död tvingades han 1493 vid ett möte i Enköping ge upp Västerås län och byta det mot det mindre betydande Stegeborgs län (Stegeborgs slott). 1494 erhöll han även Mörkö socken i förläning, och påbörjade då uppförandet av Hörningsholms slott.
Han är begravd med sin fru i Västerås domkyrka.

## Familj
Gift 16 januari 1457 i Stockholm med Birgitta Karlsdotter (Bonde), dotter till riksrådet och lagmannen Karl Tordsson (Bonde).
Barn:
1. Mauritius Sture, väpnare, död 11 juli 1493 och begravd i Västerås domkyrka.
2. Svante Nilsson (Sture), riksföreståndare, han kallade sig aldrig själv Sture.[3]